# Долинський ліцей «Інтелект»
Долинський ліцей «Інтелект» (до 2019 р. Долинський природничо-математичний ліцей) — середній навчальний заклад у місті Долині Івано-Франківської області, створений у 1992 році для учнів 8-11 класів. Вважається однією з найкращих шкіл області за результатами ЗНО, значною кількістю призерів шкільних олімпіад на різних етапах.

## Профілі навчання
- Фізико-математичний;
- Математичний;
- Біолого-хімічний[2].

## Директори
- Чміль Михайло Васильович (з 1992)

## Педагогічний колектив
- Гаразд Мирослав Степанович — Заслужений вчитель України[12].

## Досягнення
- 49 випускників захистили кандидатські дисертації, 2 — докторські (станом на 1.01.2013)[1].
- Учениця ліцею Олена Дацків встановила рекорд ЗНО, набравши максимум балів з чотирьох предметів — української мови, математики, хімії та біології[4] (4 × 200 = 800).